# Liste des évêques de Montefiascone
Cette liste recense les évêques qui se sont succédé sur le siège du diocèse de Montefiascone. En 1435, il est uni au diocèse de Corneto ; en 1854, Pie IX met fin à cette union en détachant Corneto du diocèse de Montefiascone pour le rattacher au nouveau diocèse de Civitavecchia. En 1986, le diocèse est supprimé et son territoire est annexé à celui de Viterbe et devient un siège titulaire.

## Évêques de Montefiascone
- Pierre de Anguiscen, O.E.S.A (1369-1378), déposé
- Nicola Scarinci (1379-1398)
- Antonio de Porziani (1398-1404), nommé évêque de Sora
- Andrea Galeazzi, O.F.M (1404-1410)
- Antonio di Anagni (1410-1429), nommé évêque de Todi
- Domenico, O.Cist (1429-1432)
- Pietro Antonio, O.Praem (1432-1435)

## Évêques de Montefiascone et Corneto
- Pier Giovanni Dall'Orto (1435-1438), nommé évêque de Massa et Populonia 
  - Valentino (1438), évêque élu
- Bartolomeo Vitelleschi (1438-1442)
- Francesco Marerio (1442-1449),
- Bartolomeo Vitelleschi (1449-1463), pour la seconde fois
- Angelo Vitelleschi (1464-1467)
- Gisberto Tolomei (1467-1479)
- Domenico della Rovere (1479-1491),
- Serafino Panuflazio (1491-1496)
- Giovanni Tolomei (1496-1499),
- Alessandro Farnese † (1499-1519), élu pape sous le nom de Paul III
  - Lorenzo Pucci (1519-1519), administrateur apostolique
  - Ranuccio Farnese (1519-1528), administrateur apostolique
  - Guido Ascanio Sforza (1528-1548), administrateur apostolique
- Ubaldino Bandinelli (1548-1550)
- Guido Ascanio Sforza di Santa Fiora (1550-1551), administrateur apostolique pour la seconde fois
- Achille Grassi (1551-1553)
  - Guido Ascanio Sforza (1553-1555), administrateur apostolique pour la troisième fois
- Carlo Grassi (1555-1571)
- Alexandre Farnèse (1571-1572), administrateur apostolique
- Ferdinando Farnese (1572-1573), nommé évêque de Parme
- Francesco Guinigi (1573-1578)
- Vincenzo Fucheri (1578-1580)
- Girolamo Bentivoglio (1580-1601)
- Paolo Emilio Zacchia (1601-1605)
- Laudivio Zacchia (1605-1630)
- Gasparo Cecchinelli (1630-1666)
- Paluzzo Paluzzi Altieri Degli Albertoni (1666-1670), nommé archevêque de Ravenne
- Domenico Massimo (1671-1685)
- Marcantonio Barbarigo (1687-1706)
- Sebastiano Pompeo Bonaventura (1706-1734)
- Pompeio Aldrovandi (1734-1752)
- Saverio Giustiniani (1754-1771)
- Francesco Maria Banditi, C.R (1772-1775)
- Giuseppe Garampi (1776-1792)
- Jean-Siffrein Maury (1794-1816)
  - Siège vacant (1816-1819)
- Bonaventura Gazola, O.F.M.Ref (1820-1832)
- Giuseppe Maria Velzi, O.P (1832-1836)
- Gabriele Ferretti (1837-1837), nommé archevêque de Fermo
- Filippo de Angelis (1838-1842), nommé archevêque de Fermo
- Nicola Mattei Baldini (1842-1843)
- Niccola Clarelli Parracciani (1844-1854)

## Évêques de Montefiascone
- Luigi Jona (1854-1863)
  - Siège vacant (1863-1867)
- Giuseppe Maria Bovieri (1867-1873)
- Concetto Focaccetti (1873-1878)
- Luigi Rotelli (1878-1882)
- Luciano Gentilucci (1883-1895)
- Domenico Rinaldi (1895-1907)
- Domenico Mannaioli (1907-1910)
- Giovanni Rosi (1910-1951)
- Luigi Boccadoro (1951-1986)

## Évêques titulaire de Montefiascone
- Gerald Richard Barnes (1992-1995), nommé évêque de San Bernardino
- Jozef Zlatňanský (1997-2017)
- Fabio Fabene (2017-

## Sources
- (it) Cet article est partiellement ou en totalité issu de l’article de Wikipédia en italien intitulé « Diocesi di Montefiascone » (voir la liste des auteurs).
- Catholic-Hierarchy